# Hrastovsko
Hrastovsko är en ort i Kroatien.   Den ligger i länet Varaždin, i den nordöstra delen av landet, 70 km nordost om huvudstaden Zagreb. Hrastovsko ligger 156 meter över havet och antalet invånare är 816.
Terrängen runt Hrastovsko är huvudsakligen platt, men åt sydväst är den kuperad. Runt Hrastovsko är det ganska glesbefolkat, med 43 invånare per kvadratkilometer. Närmaste större samhälle är Varaždin, 19,9 km väster om Hrastovsko. I omgivningarna runt Hrastovsko växer i huvudsak lövfällande lövskog.